# Gare de Musashi-Kosugi
La gare de Musashi-Kosugi (武蔵小杉駅, Musashi-Kosugi-eki) est une gare ferroviaire de la ville de Kawasaki, dans la préfecture de Kanagawa, au Japon. La gare est desservie par les lignes de la JR East et de la Tōkyū.

## Situation ferroviaire
La gare de Musashi-Kosugi est située au point kilométrique (PK) 7,5 de la ligne Nambu, au PK 16,8 de la ligne Yokosuka, au PK 10,9 de la ligne Tōkyū Tōyoko et au PK 9,1 de la ligne Tōkyū Meguro.

## Histoire
La gare a été inaugurée le 1er novembre 1927 par les chemins de fer Nambu sur l'actuelle ligne Nambu.

## Services aux voyageurs

### Accès et accueil
La gare dispose d'un bâtiment voyageurs, avec guichets, ouvert tous les jours.

### Desserte

#### JR East
- Ligne Nambu :
  - voie 1 : direction Kawasaki
  - voie 2 : direction Tachikawa
- Ligne  Shōnan-Shinjuku :
  - voie 3 : direction Ōfuna
  - voie 4 : direction Shinjuku et Ōmiya
- Ligne  Yokosuka :
  - voie 3 : direction Yokohama, Ōfuna et Kurihama
  - voie 4 : direction Tokyo et Chiba

#### Tōkyū
- Ligne Tōyoko :
  - voie 1 : direction Yokohama (interconnexion avec la ligne Minatomirai pour Motomachi-Chūkagai)
  - voie 4 : direction Shibuya (interconnexion avec la ligne Fukutoshin pour Kotake-Mukaihara et Wakōshi)
- Ligne Meguro :
  - voie 2 : direction Hiyoshi
  - voie 3 : direction Meguro (interconnexion avec la ligne Namboku pour Akabane-Iwabuchi ou avec la ligne Mita pour Nishi-Takashimadaira)